# نوک‌دراز سرتوسی
نوک‌دراز سرتوسی (نام علمی: Toxorhamphus poliopterus) نام یک گونه از سرده نوک‌درازها است.